# Lieja-Bastoña-Lieja 1990
La Lieja-Bastogne-Lieja 1990 fue la 76.ª edición de la clásica ciclista Lieja-Bastoña-Lieja. La carrera se disputó el domingo 15 de abril de 1990, sobre un recorrido de 256 km, y era la cuarta prueba de la Copa del Mundo de Ciclismo de 1990. 
El vencedor final fue el belga Eric van Lancker (Panasonic-Sportlife), que se impuso e solitario a la meta de Lieja. El suizo Jean-Claude Leclercq (Helvetia) y el holandés Steven Rooks||Panasonic fueron segundo y tercero respectivamente. 

## Clasificación final
| Posición | Ciclista             | Equipo       | Tiempo   |
| -------- | -------------------- | ------------ | -------- |
| 1        | Eric Van Lancker     | Panasonic    | 7h10'00" |
| 2        | Jean-Claude Leclercq | Helvetia     | a 34"    |
| 3        | Steven Rooks         | Panasonic    | s.t.     |
| 4        | Rudy Dhaenens        | PDM          | a 1'16"  |
| 5        | Luc Roosen           | Histor       | s.t.     |
| 6        | Moreno Argentin      | Ariostea     | a 1'20"  |
| 7        | Gianni Bugno         | Chateau d'Ax | s.t.     |
| 8        | Gert-Jan Theunisse   | Panasonic    | s.t.     |
| 9        | Martin Earley        | PDM          | s.t.     |
| 10       | Atle Kvålsvoll       | Z            | s.t.     |